# Ángel Núñez (baloncestista)
Ángel Núñez (El Bronx, Nueva York, 29 de diciembre de 1992) es un jugador de baloncesto estadounidense con nacionalidad dominicana. Con 2,03 metros de estatura, juega en la posición de ala-pívot en las filas del Leyma Coruña de la Liga Endesa.

## Trayectoria deportiva
Es un jugador formado en el Notre Dame Preparatory de Fitchburg (Massachusetts) hasta 2011, cuando ingresa en la  Universidad de Louisville, situada en la ciudad de Louisville, estado de Kentucky, donde jugaría durante la temporada 2011-12 la NCAA con los Louisville Cardinals. 
Tras una temporada en blanco, en 2013 ingresa en la Universidad Gonzaga, situada en Spokane, Washington, donde jugaría durante dos temporadas la NCAA con los Gonzaga Bulldogs, desde 2013 a 2015. 
Ángel disputaría su último año universitario en la Universidad del Sur de Florida, situada en Tampa, Florida, donde jugaría la NCAA en la temporada 2015-16 con los South Florida Bulls.
Tras no ser drafteado en 2016, el 30 de junio de 2016, firma por el BC CSU Sibiu de la Liga Națională rumana. 
El 25 de octubre de 2016, firma por el Cholet Basket de la LNB Pro A. Un mes después, finaliza su contrato y se compromete con el ALM Evreux Basket de la LNB Pro B hasta el final de la temporada.
En las temporadas 2019-20 y 2020-21, reforzaría a los Mets de Guaynabo en la Baloncesto Superior Nacional puertorriqueña.
El 5 de enero de 2019, firma por el Taiwan Beer de la liga de baloncesto de Taiwán.
En octubre de 2019, firma por los Long Island Nets con los que disputa 6 partidos de la NBA G League.
El 10 de octubre de 2020, firma por las Abejas de León de la Liga Nacional de Baloncesto Profesional de México.
En verano de 2021, refuerza los Vaqueros de Bayamon en la Baloncesto Superior Nacional puertorriqueña.
En septiembre de 2021, firma por el Maccabi Haifa B.C. en la Ligat Leumit, la segunda división israelí.
En 2022, firma por los Capitanes de Arecibo en la Baloncesto Superior Nacional puertorriqueña.
A principios de noviembre de 2022, reforzaría los entrenamientos del Casademont Zaragoza de Liga ACB, hasta que el día 24 del mismo mes, firma por el Ionikos Nikaias BC en la A1 Ethniki.
El 22 de agosto de 2023, firma un contrato temporal con Covirán Granada de Liga ACB, para realizar la pretemporada y reforzar los entrenamientos ante las bajas, mientras se disputa el Mundial de baloncesto.
A mitad de la temporada 2023-24 firmó por el Śląsk Wrocław, donde en liga doméstica fue el máximo reboteador (7 rebotes, 2 ofensivos por partido) y el máximo anotador de su equipo con 12.9 puntos en 28.5 minutos de juego. En cuanto a la competición europea (Basketball Champions League) sus promedios fueron de 11.8 puntos y 3.6 rebotes en 26.6 minutos de juego.
El 6 de febrero de 2025, firma por el Leyma Coruña de la Liga Endesa.

### Selección nacional
Es internacional con la Selección de baloncesto de la República Dominicana.